# جاك سوك
جاك سوك (بالإنجليزية: Jack Sock)‏ مواليد (24 سبتمبر 1992 في تامبا). هو لاعب كرة مضرب أمريكي مُحترف. فاز ببطولة أمريكا المفتوحة 2011 بمُسابقة الزوجي المختلط. كما فاز ببطولة ويمبلدون 2014 بمسابقة زوجي الرجال.

## وصلات خارجية
- جاك سوك على موقع رابطة محترفي التنس (الإنجليزية)
- جاك سوك على موقع الاتحاد الدولي لكرة المضرب (الإنجليزية)
- جاك سوك على موقع كأس ديفيز (الإنجليزية)
- جاك سوك على موقع بطولة ويمبلدون (الإنجليزية)
- جاك سوك على موقع خلاصة التنس.كوم (الإنجليزية)
- جاك سوك على موقع إي إس بي إن.كوم (الإنجليزية)
- جاك سوك على موقع أوليمبيديا (الإنجليزية)
- جاك سوك على موقع AS.com (الإسبانية)

- الموقع الإلكتروني